# Leo Penn
Leonard Francis (Leo) Penn (Lawrence (Massachusetts), 27 augustus 1921 – Santa Monica (Californië), 5 september 1998) was een Amerikaanse acteur en televisieregisseur. Zijn ouders waren Russische en Litouwse Joden. Hij was getrouwd met actrice Eileen Ryan, en was de vader van zanger Michael Penn en acteurs Sean en Chris Penn.
Penn stierf op 77-jarige leeftijd aan longkanker. Penn is begraven in de Holy Cross Cemetery in Culver City.